# Hegiaz
L'Hegiaz (pronunciato /eˈdʒadz/; anche Higiaz o Heggiaz; in arabo الحجاز‎?, al-Ḥijāz, "la Barriera") è la regione occidentale della Penisola arabica, oggi parte dell'Arabia Saudita. Alcune delle sue città (La Mecca, Medina e Ta'if) hanno avuto un ruolo fondamentale nella nascita e lo sviluppo del primo Islam.

## Storia
L'Hegiaz è considerato un luogo sacro per 2 miliardi di musulmani nel mondo, a causa dell'emergere dell'Islam da esso, e da esso derivarono le conquiste Arabo islamiche che rovesciarono l'Impero Persiano e due terzi dell'Impero Romano d'Oriente, che portò alla diffusione dell’Islam e all’ondata di arabizzazione. 
Da un punto di vista economico-produttivo la regione ha conosciuto nella storia una notevole varietà di attività legate all'agricoltura ed all'allevamento: con l'allevamento di dromedari e quello particolarmente apprezzato, lungo tutta l'età antica e medievale, degli asini, con l'agricoltura (fiorente nell'oasi di Yathrib, poi Medina), con una lucrosa produzione di datteri, e con la viticoltura a Ta'if, di cui era apprezzato lo zibibbo.
Di un certo interesse, in epoca preislamica, fu anche l'artigianato specializzato, particolarmente sviluppato nel territorio dell'odierna Medina, dove l'oreficeria e la costruzione di armi e armature fu prerogativa dell'elemento ebraico ivi stanziato (peraltro dedito anche all'agricoltura); l'apporto economico prevalente allo sviluppo della regione venne, però, dal commercio transarabico che consentiva ampi margini di guadagno, con profitti tendenzialmente del 100% per i mercanti meccani, che impiegavano circa 60 giorni per recarsi dal sud yemenita al nord siro-palestinese e viceversa.
Con l'avvento della monarchia saudita le città higiazene sono state notevolmente favorite dagli investimenti statali in infrastrutture, al fine di accogliere convenientemente i 2 milioni annui di pellegrini autorizzati a compiere il ḥajj), col cospicuo sviluppo della ricettività alberghiera come pure dei mercati, in cui sono ampiamente presenti, accanto ai prodotti tradizionali, beni ad alto contenuto tecnologico.

## Clima
Il regime delle precipitazioni qualifica l'area come semi-arida, anche se la regione del Ḥijāz è storicamente soggetta a rari quanto violenti nubifragi.